# Mediterranean Air Freight
Mediterranean Air Freight (mã ICAO = MDF) là hãng hàng không vận chuyển hàng hóa của Hy Lạp, trụ sở ở Athens. Căn cứ chính của hãng ở Sân bay quốc tế Athens.

## Lịch sử
Mediterranean Air Freight được thành lập và bắt đầu hoạt động từ tháng 6/2003 với dịch vụ vận chuyển hàng hóa, chủ yếu ở trong nước. Hãng do Swiftair Hellas S.A. hoàn toàn làm chủ.

## Đội máy bay
(Tháng 3/2007):
- 3 Fairchild Metro III
- 1 Fairchild Merlin 23